# Emerenciana Wehrle
Emerenciana Wehrle i Anfruns (Barcelona, 18 de maig de 1861 - Viladecans, 24 de febrer de 1938) fou una contralt i professora de cant, directora del cor de noies de l'Orfeó Català des de la seva creació, el 1896.

## Biografia
Va ser filla de Manuel Wehrle i Valle, rellotger, i de Joana Anfruns i Coll. Va ser batejada amb els noms d'Emerenciana, Rita, Julita i Joana. El cognom apareix en la inscripció de naixement com a Werle.
Emerenciana Wehrle va participar activament en el món musical barceloní des de la seva joventut. El 25 de novembre de 1886 es va casar amb el mestre de piano Agustí Perona i Calafell, que va morir el 27 de desembre de 1887, poc després del naixement de la filla, Maria de la Mercè Perona i Wehrle, nascuda el 24 d'octubre del mateix any. Aquesta filla va morir aviat, el 5 de febrer de 1888. El 1888 es creà l'Associació Musical de Barcelona i Emerenciana Wehrle en va ser sòcia des del començament, honor que només compartia amb dues altres dones: Carme Matas, una de les pianistes més apreciades del moment, i Clara Lamote de Grignon, germana del mestre Joan Lamote de Grignon i esposa de Jaume Perepons i Brunet, fill del polític tortosí Jaume Perepons i Gavaldà.
El 1896, cinc anys després de la fundació de l'Orfeó Català, el mestre Joan Gay va tenir la idea de crear una secció femenina, que va ser dirigida des del començament per Emerenciana Wehrle. Segons Joan Anton Cararach, la fundació del Cor de Senyoretes de l'Orfeó Català no es va deure a intencions feministes ni liberals per part dels homes que en aquella època dirigien la institució, sinó a la necessitat de veus femenines per interpretar determinades peces. En una entrevista a la Revista Musical Catalana, Wehrle explicava que la principal dificultat per crear la secció femenina havia estat l'oposició dels pares de les noies que cantessin juntament amb homes. Finalment la coral va arrencar amb 30 coristes.
Emerenciana no només dirigia, sinó que també ensenyava solfeig i vocalització, i cantava les parts per a contralt solista. També va actuar com a solista en altres corals. Va dirigir el cor de senyoretes durant uns anys i després s'ocupà de la preparació de les noies que volien fer la prova d'accés a la coral. La seva tasca com a professora fou remarcable, atès que les integrants d'una de les millors corals de Catalunya en aquell temps s'havien format amb ella (cal recordar que l'Orfeó Català va ser la primera institució vocal catalana que va interpretar a Catalunya peces clau de la història de la música, com La Passió segons Sant Mateu, de J.S. Bach, o La Creació, de Haydn, això sí, amb textos en català).
Molts anys després de la mort del seu primer marit, es tornaria a casar, el dia 1 de desembre de 1900, amb l'orfeonista Enric Lapeyra i Rubert, germà del músic Josep Lapeyra i Rubert. A la boda, celebrada a l'església de Sant Jaume, van assistir molts membres de l'Orfeó Català, entre els quals el seu director Lluís Millet. Pocs dies després, el 30 de desembre, va morir el seu pare. Va tenir un fill amb Enric Lapeyra, Enric Lapeyra Wehrle.
L'any 1903 va morir la seva mare. Va viure amb el seu marit al mateix edifici del Palau de la Música, a la part alta, i la Junta de l'Orfeó va fer instal·lar-hi un ascensor per a ella. La periodista republicana Anna Murià va escriure el 1930 sobre Emerenciana Wehrle en el número 251 de la revista La Dona Catalana, posant-la com a exemple de dona rellevant de la cultura a l'estat espanyol, palesant la importància de la tasca d'Emerenciana, que fins i tot va ser reconeguda en la seva època.